# 黑角葉鰕虎魚
黑角葉鰕虎魚（学名：Gobiodon atrangulatus），为鰕虎科葉鰕虎魚屬下的一个种，為熱帶海水魚，分布於西太平洋日本及斐濟海域，體長可達3.5公分，棲息在珊瑚礁區，生活習性不明。

## 扩展阅读
- 維基物種上的相關：黑角葉鰕虎魚